# Cicerinina triangularis
Cicerinina triangularis är en plattmaskart som beskrevs av Karling TG 1989. Cicerinina triangularis ingår i släktet Cicerinina och familjen Cicerinidae. Inga underarter finns listade i Catalogue of Life.